# Anne Dudley
Anne Dudley, född 7 maj 1956 i Beckenham i Bromley, London, är en brittisk kompositör, musiker och arrangör.
Dudley har examen från Royal College of Music och började sin karriär som keyboardist. Hon samarbetade med musikproducenten Trevor Horn, och gjorde bland annat arrangemang till ABC:s album The Lexicon of Love från 1982. Året därpå bildade hon den inflytelserika gruppen The Art of Noise tillsammans med bland andra Trevor Horn och blev flitigt anlitad som arrangör inom den brittiska popmusikbranschen. Senare har Dudley komponerat filmmusik. För musiken till filmen Allt eller inget 1997 fick hon en Oscar för bästa filmmusik.